# Eutenea

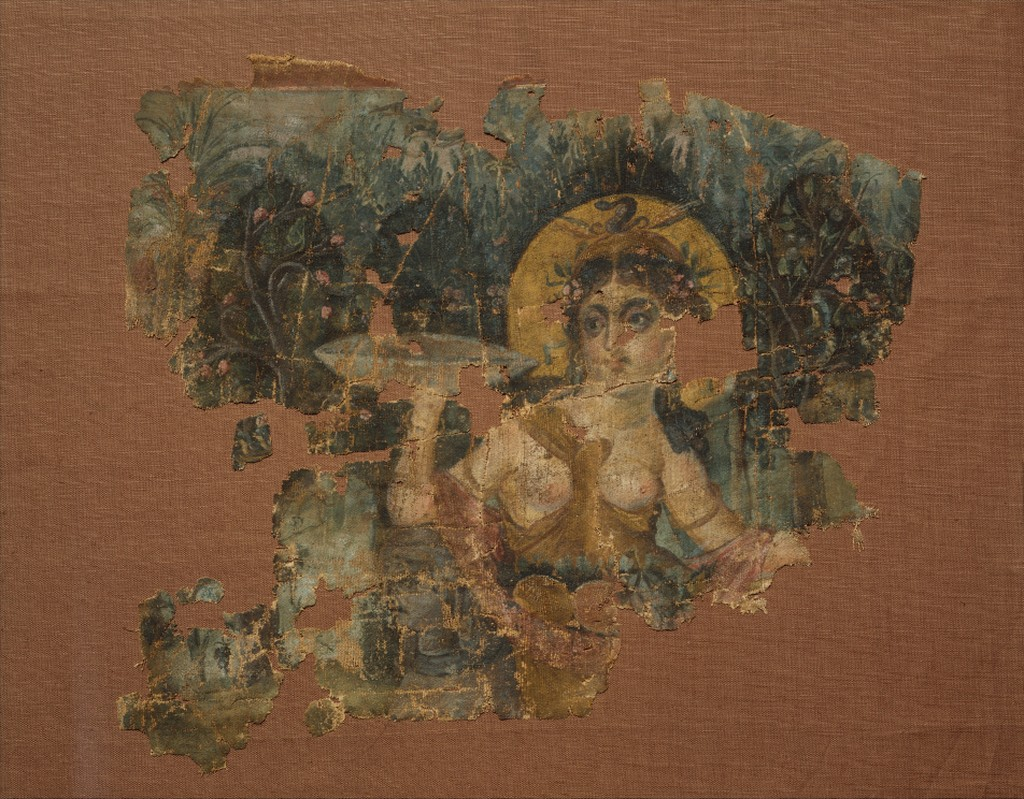
Eutenea en un jardín,, Akhmim (Khemmis, Panopolis), Egipto.

En la mitología griega Eutenea (en griego antiguo Ευθένεια y en latín Euthenia, «estabilidad») fue la personificación del ahorro, la estabilidad y la riqueza. Era opuesta de Penia (Pobreza). 
«(I) Seguramente es por eso también por lo que celebran a Hefesto como creador del cielo. Lo asocian a Aglaya, porque engalana (aglaizo) todo el cielo con el abigarramiento de los astros». (II) «Por tal motivo los teólogos [...] hacen nacer de Hefesto y de Aglaya a Euclea (Εὔκλεια, «gloria»), a Eutenea (Ευσθένεια, «estabilidad»), a Eufema (Εὒφημη, «proclamación») y a Filofrósine (Φιλοφροσύνη, «amabilidad»)».